# خواجه قشیری
خواجه قشیری یکی از شخصیت‌های اصلی مجموعه تلویزیونی سربداران بود که در سال‌های ۶۳–۱۳۶۲ برای اولین بار از شبکه یک سیمای جمهوری اسلامی ایران پخش شد.

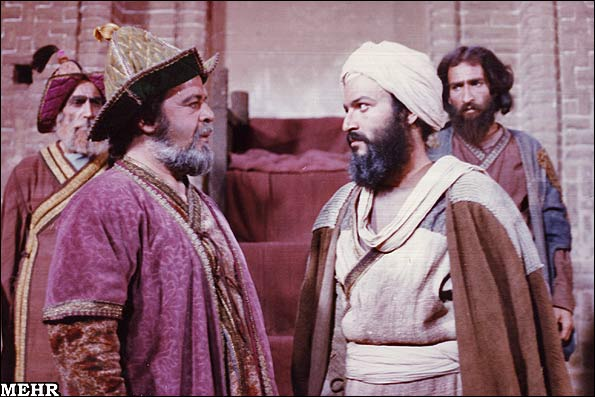
خواجه قشیری (جلو، چپ؛ با بازی محمدعلی کشاورز) روبروی شیخ حسن (جلو، راست؛ با بازی امین تارخ) ایستاده است.

در زمان حکومت ایلخانان مغول در ایران، شهر کرمان زیر سلطه ابوسعید بهادرخان بود که پس از مرگ وی، وزیر مسلمان و ایرانی وی، علاءالدین محمد هندو کنترل و اداره قلمرو وی را به دست می‌گیرد.
خواجه قشیری، از بزرگان نیشابور و از معتمدین محمد هندو بود و پس از این که موفق نشدند از به دار آویختن شیخ خلیفه مازندرانی توسط طغای تیمور خان جلوگیری کنند، قراولانی به باشتین گسیل می‌کنند و آنجا را فتح می‌کنند و طغای می‌گریزد. سپس خواجه قشیری از طرف محمد هندو مأمور می‌شود تا با آمدن به سبزوار موجبات بیعت گرفتن از شیخ حسن جوری را برای محمد هندو فراهم کند و همچنین فتوای جهاد در برابر مغولان صادر کند تا در برابر ارغون‌خان که قصد فتح سبزوار را کرده بود مقابله کنند ولی شیخ حسن جوری از بیعت با محمد هندو امتناع می‌کند و فتوای جهاد هم نمی‌دهد.
خواجه قشیری عقیده داشت چون محمد هندو صرفاً یک مسلمان و ایرانی است می‌توان از سابقه همکاری و خدمات وی به مغولان صرف نظر کرد و با او همراه شد ولی شیخ حسن جوری وی را در ستم‌های مغولان همدست می‌دانست و حاضر نشد با وی بیعت کند.
قاضی شارع که پیش‌تر وزیر و قاضی‌القضات طوغای در باشتین بود به سبزوار آمده و به خواجه قشیری پناهنده می‌شود ولی بعد از این که از محمد هندو و شیخ حسن جوری ناامید می‌شود با ارغون‌شاه همکاری می‌کند و سبزوار توسط ارغون فتح می‌شود و به مقام وزارت و قاضی‌القضاتی سبزوار می‌رسد.
سرانجام خواجه قشیری در سبزوار با قضاوت قاضی شارع و دستور ارغون‌شاه سر از بدنش جدا می‌شود و شیخ حسن جوری نیز پس از مدتی جنگ و گریز دستگیر و با وساطت قاضی شارع از اعدام رهایی و تبعید می‌گردد.

## در تلویزیون
محمدعلی کشاورز در این مجموعه نقش خواجه قشیری را ایفا می‌کرد.